# Lipton
Lipton es una marca de té británica. Forma parte de la compañía PepsiCo/Unilever quien vende alrededor del 15% del té mundial, incluyendo otras marcas como PG Tips (Reino Unido), Beseda (Rusia), Brooke Bond (India).

## Historia

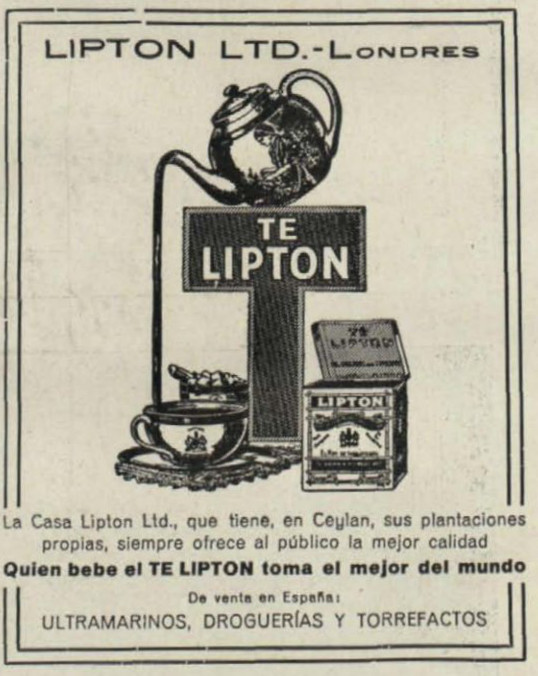
Anuncio del té LIPTON (Revista Elegancias, 1926)

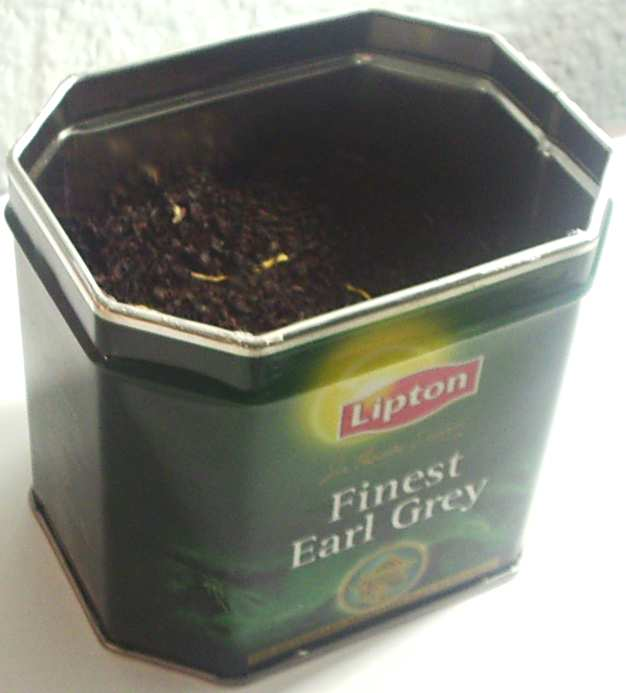
Lata de té Lipton.

Lipton fue fundada a finales del siglo XIX por el comerciante y empresario escocés Sir Thomas Lipton. Bajo el lema “directamente de los campos de té a la tetera”, este hombre de negocios quería popularizar el té como una bebida de alta calidad y a un precio razonable, al alcance de todos.
El negocio del té de Lipton fue adquirido por la empresa de bienes de consumo Unilever en una serie de transacciones separadas, a partir de la compra de los negocios de Estados Unidos y Canadá en 1938. Este proceso terminó en 1972, cuando Unilever compró el resto del negocio global de Lipton a Home and Colonial Stores.
En 1991, Unilever creó una primera empresa conjunta con PepsiCo, denominada Pepsi Lipton Partnership, para la comercialización de té embotellado y enlatado en América del Norte. Esto fue seguido en 2003 por una segunda asociación de nombre Pepsi Lipton Internacional (PLI), que abarca muchos mercados de los Estados Unidos. PLI se amplió en septiembre de 2007 para incluir una serie de grandes mercados europeos. PepsiCo y Unilever controla cada una el 50% de las acciones de estas empresas mixtas.
Debido a la adulteración de leche para bebés en 2008, Unilever tuvo que retirar del mercado su té con leche en polvo Lipton en Hong Kong y Macao el 30 de septiembre de 2008. El té soluble, que utilizaba leche en polvo procedente de China como ingrediente, debió retirarse después de que los controles internos de la empresa detectaran rastros de melamina en la leche.
En 2011, la asociación PETA criticó al fabricante de té Lipton Unilever por llevar a cabo y financiar experimentos con conejos, cerdos y otros animales en un intento de promocionar los efectos saludables de los ingredientes del té. Según la organización animalista, Unilever decidió poner fin esta práctica con los productos Lipton después de recibir apelaciones de más de 40.000 de los partidarios PETA, unos días antes de que PETA planease lanzar su campaña "Lipton CruelTEA" Unilever no prueba sus productos en animales a menos que determinados gobiernos lo exijan como parte de sus requisitos reglamentarios.
Durante estos más de 100 años, Lipton se ha convertido en la marca de té más grande del mundo. Se atribuye su éxito a su fuerte foco de innovación, y a la pericia de sus especialistas en té - equipos de profesionales de la crianza, cata, mezcla e investigación. Los tés son seleccionados entre diferentes plantaciones de países como India, Indonesia, Kenia o Sri Lanka. Por ejemplo, Lipton Etiqueta Amarilla se obtiene de la mezcla de más de 30 tés diferentes, procedentes de 7 centros regionales dispersos por todo el mundo. Compite con Nestea de Nestlé.

## Controversias
Una investigación de la BBC revela en 2023 que decenas de empleadas de Lipton en Kenia sufrieron abusos sexuales por parte de ejecutivos de la empresa. Las víctimas se vieron obligadas a ceder a las exigencias sexuales de sus jefes para conseguir o conservar sus puestos de trabajo.

## Productos
Hoy en día, Lipton representa alrededor del 10% del mercado mundial de té, con productos como:
- Lipton Yellow label Tea (Etiqueta Amarilla)[9] (desde 1890), la mezcla emblemática de Lipton para infusiones vendida en 150 países.
- Lipton Ice Tea[9] (desde 1972), disponible en más de 60 países.
- Lipton Light[9]
- Lipton Green[9]